# Grafton (Iowa)
Grafton é uma cidade localizada no estado americano de Iowa, no Condado de Worth.

## Demografia
Segundo o censo americano de 2000, a sua população era de 290 habitantes.
Em 2006, foi estimada uma população de 284, um decréscimo de 6 (-2.1%).

## Geografia
De acordo com o United States Census Bureau tem uma área de
0,8 km², dos quais 0,8 km² cobertos por terra e 0,0 km² cobertos por água. Grafton localiza-se a aproximadamente 374 m acima do nível do mar.

## Localidades na vizinhança
O diagrama seguinte representa as localidades num raio de 16 km ao redor de Grafton.